# Норберт Хошњански
Норберт Хошњански (мађ. Hosnyánszky Norbert; Будимпешта, Мађарска, 4. март 1984) је мађарски ватерполиста. Тренутно наступа за ВК Егер.